# Csuklyás hangyászpitta
A csuklyás hangyászpitta  (Grallaricula cucullata) a madarak osztályának verébalakúak (Passeriformes) rendjébe és a hangyászpittafélék (Grallariidae) családjába tartozó faj.
A magyar név forrással nincs megerősítve, lehet, hogy az angol név tükörfordítása (Hooded Antpitta).

## Előfordulása
Venezuela és Kolumbia területén honos. A természetes élőhelye szubtrópusi és trópusi hegyi esőerdők.

## Alfajai
- Grallaricula cucullata cucullata - P. L. Sclater, 1856
- Grallaricula cucullata venezuelana - Phelps, Sr. & Phelps, Jr., 1956

## Megjelenése
Átlagos testhossza 10 centiméter, testalkata kerek. Tollazata a torkán és fején élénk narancssárga, háta és a szárnya barna színű, hasa fehér.

## Szaporodása
Szaporodási ideje június és szeptember között van.

## További információ
- Internet Bird Collection - videók a fajról